# Rossville (Tennessee)
Rossville es un pueblo ubicado en el condado de Fayette en el estado estadounidense de Tennessee. En el Censo de 2010 tenía una población de 664 habitantes y una densidad poblacional de 50,69 personas por km².

## Geografía
Rossville se encuentra ubicado en las coordenadas 35°2′22″N 89°34′5″O / 35.03944, -89.56806. Según la Oficina del Censo de los Estados Unidos, Rossville tiene una superficie total de 13.1 km², de la cual 12.95 km² corresponden a tierra firme y (1.17%) 0.15 km² es agua.

## Demografía
Según el censo de 2010, había 664 personas residiendo en Rossville. La densidad de población era de 50,69 hab./km². De los 664 habitantes, Rossville estaba compuesto por el 84.04% blancos, el 12.35% eran afroamericanos, el 0.6% eran amerindios, el 1.81% eran asiáticos, el 0% eran isleños del Pacífico, el 0% eran de otras razas y el 1.2% pertenecían a dos o más razas. Del total de la población el 1.36% eran hispanos o latinos de cualquier raza.